# NK Marsonia Slavonski Brod
NK Marsonia Slavonski Brod  was een Kroatische voetbalclub uit Slavonski Brod

## Geschiedenis
In 1909 werd de club opgericht. Tussen 1945 en 1962 was de naam NK Radnički Brod en vervolgens tot 1992 BSK. Na de Kroatische onafhankelijkheid werd de oorspronkelijke naam weer aangenomen.
De club promoveerde in 1994 naar de hoogste klasse en werd daar vijfde. Dit was het beste resultaat in de clubgeschiedenis, de volgende twee seizoenen deed de club het slechter en degradeerde naar de 2e klasse. In 2000 promoveerde de club opnieuw, maar werd laatste. In 2003 keerde de club een laatste maal terug naar het hoogste niveau, maar werd opnieuw laatste. In 2008 degradeerde de club naar de derde klasse en een jaar later naar regionaal niveau. Op 1 augustus 2011 werd gefuseerd met plaatsgenoot MV Croatia tot NK Marsonia 1909 en het oude Marsonia ging als tweede team fungeren.

## Bekende (ex-)spelers
- Mario Mandžukić
- Ivica Olić
- Josip Weber
- Boris Živković
- Veldin Karić